# Drogen

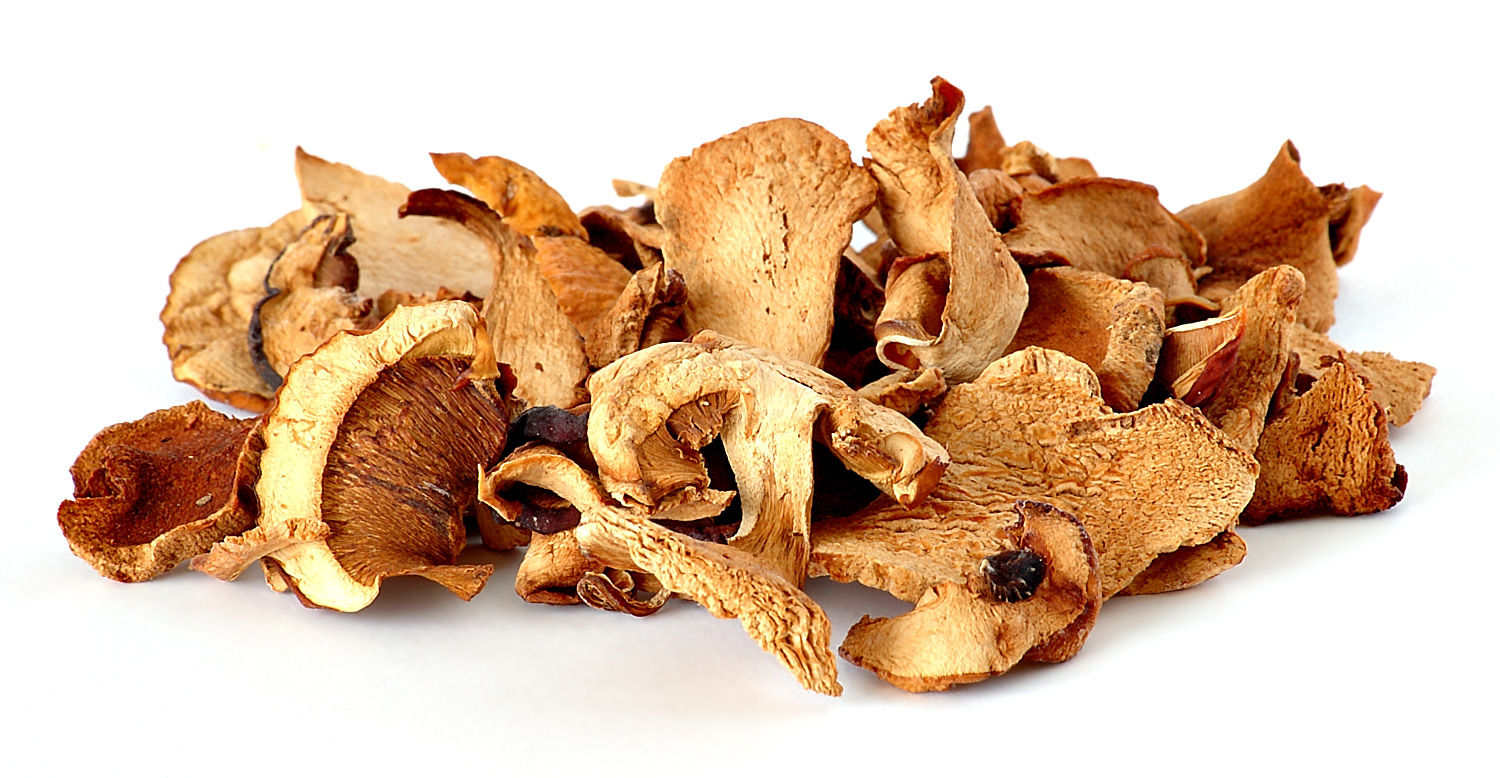
Gedroogde paddenstoelen

Drogen is het (natuurlijke of kunstmatige) proces waarin het watergehalte van een stof of voorwerp wordt verlaagd.
Drogen is ook de naam van de bewerking waardoor een stof of voorwerp droogt. Ook het verlagen van het gehalte aan een niet-waterig oplosmiddel wordt drogen genoemd, bijvoorbeeld het drogen van lijm of verf.

## Toepassingen
Voorbeelden van toepassingen van drogen:
- Textiel wordt gedroogd na het wassen.
- Hout wordt na het zagen van de stammen enige jaren gedroogd voor het kan worden gebruikt als bouwmateriaal.
- Drogen is noodzakelijk bij procedés waarbij een oplosmiddel is gebruikt om een stof gemakkelijker te kunnen behandelen.
- Het conserveren van levensmiddelen om ze beter houdbaar te maken.
- Het drogen van planten om te bewaren in een herbarium.

## Principe

### Vloeibare en vaste fase
Bij de beschrijving van droogprocessen moet er onderscheid worden gemaakt tussen:
- water dat zich gedraagt als vloeistof dat zich als het ware als losse waterdruppels bevindt tussen de vaste stof, water dat geheel geabsorbeerd is door de vaste stof.

Voor water dat zich gedraagt als vloeistof in een poreuze vaste stof kunnen de volgende basisprincipes worden gebruikt:
- Onder invloed van de zwaartekracht laat men het water uit de stof zakken. Dit wordt uitdruipen of uitlekken genoemd.
- Onder invloed van hydrostatische druk wordt het water uit de stof geperst. De stof zelf wordt daarbij tegengehouden door een filter of zeef. Het water gaat door het filter naar de afvoer. Dit wordt persen of uitpersen genoemd.

Voor water dat geheel geabsorbeerd is door de vaste stof vindt de droging plaats door diffusie. De vochtige stof wordt in contact wordt gebracht met een drogere stof, bijvoorbeeld droge lucht, waarna het oplosmiddel door uit de vochtige stof trekt.

### Evenwicht
Volgens de thermodynamica zal stoftransport van watermoleculen van de ene fase naar de andere plaats kunnen vinden, als de chemische potentiaal ({\displaystyle \mu }) in dat proces verlaagd wordt.
Bijvoorbeeld, als een verse worst wordt opgehangen in droge lucht, is de chemische potentiaal van watermoleculen in de worst hoger dan de chemische potentiaal van watermoleculen in de omgevingslucht. Het droogproces leidt tot verlaging van de chemische potentiaal. Het droogproces zal doorgaan totdat de worst zo droog is geworden, dat de watermoleculen in de worst dezelfde chemische potentiaal hebben als het water in de lucht.

### Bevorderen van droging
Om de droging te bevorderen moet men het thermodynamische evenwicht beïnvloeden. Dat kan door:
- De temperatuur te verhogen of de druk te verlagen (in de zon, wasdroger, oven).
- Een drogere stof toevoegen (ventileren, droogmiddelen)

## Methoden
Bij het drogen worden de volgende methoden gehanteerd:
- Ophangen van het voorwerp, om te laten uitdruipen en bloot te stellen aan de lucht.
- Uitpersen - in een wringer of onder een pers.
- Centrifugeren, door de extra versnelling en de traagheid van de vloeistof wordt deze naar buiten geslingerd.
- Ventileren, of de stof in de wind hangen, ten behoeve van de toevoer van droge lucht en de afvoer van vochtige lucht.
- Vacuümzuigen van de ruimte rond de te drogen stof.
- Het toevoegen van droogmiddelen, bijvoorbeeld montmorillonite, silicagel, moleculaire zeven. Een zakje met rijstkorrels werkt ook.
- Sproeidrogen - Dit is een industriële methode om poeders te produceren uit oplossingen. De geconcentreerde oplossing wordt met sproeikoppen in een verwarmde toren gespoten. De gevormde druppeltjes verdampen en de poederkorrels blijven over. Dit wordt bijvoorbeeld toegepast bij het maken van waspoeder.
- Vriesdrogen - Dit is een industriële methode die bijvoorbeeld wordt gebruikt bij het produceren van oploskoffie of soep. Door de lage temperatuur worden de watermoleculen opgenomen in ijskristallen, waardoor de lucht extreem droog wordt.

## Voorbeelden van drogen van voeding
- droge worst
- peper
- rozijnen ← de gedroogde druiven
- stokvis
- thee

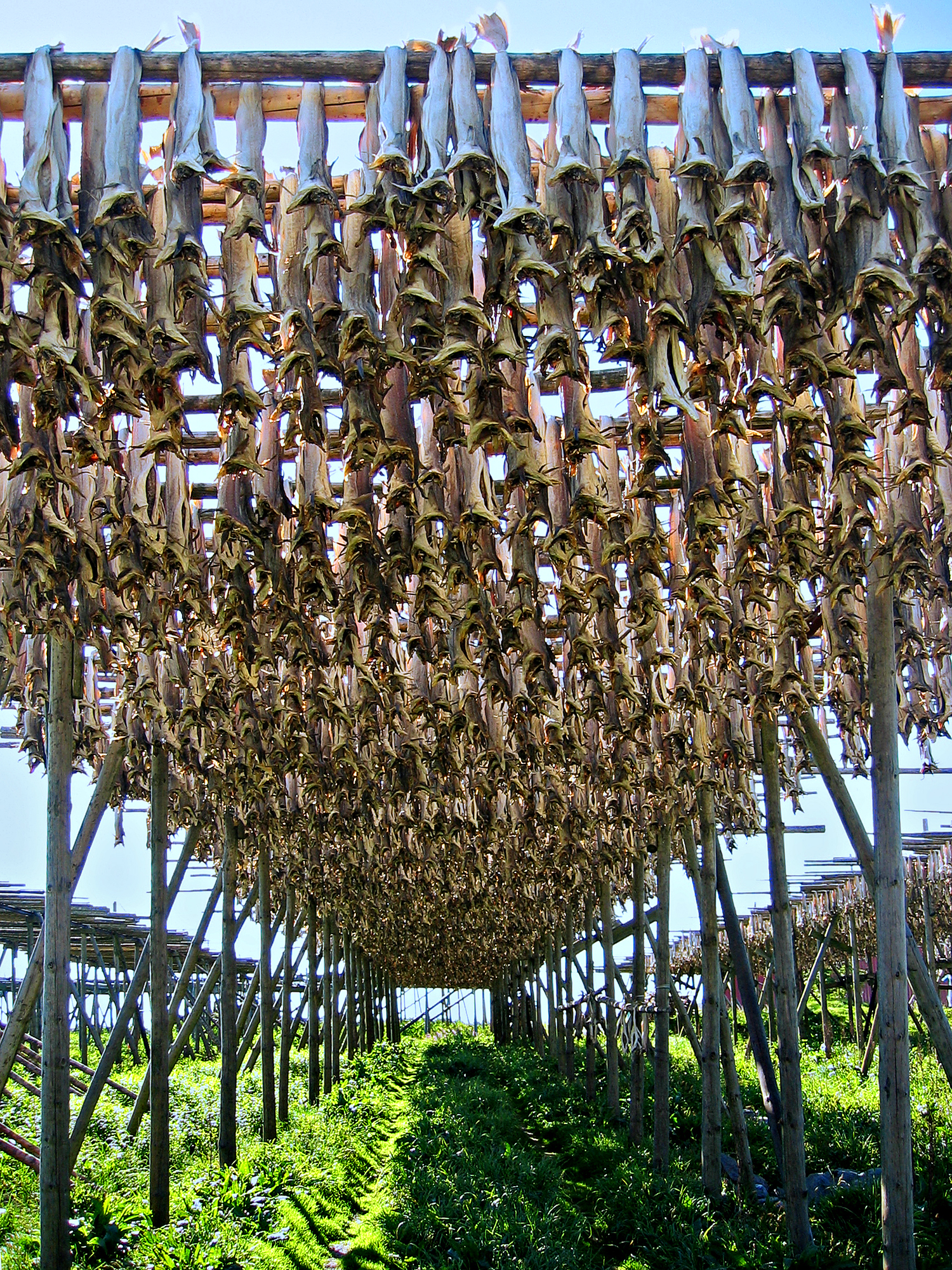
Drogen van stokvis

- garnalenpasta; gedroogde, gefermenteerde garnalen
- tuttifrutti
- hooi ← gras

## Trivia
- Het woord drugs in het Engels is afgeleid van het Nederlandse woord drogen. Overigens geldt dit ook voor het Duitse woord voor drugs: Drogen.
- Een drogist is van oorsprong een verkoper van gedroogde waren.